# Арбузово (Дмитриевский район)
Арбузово — село в Дмитриевском районе Курской области. Входит в состав Старогородского сельсовета.
Население — 36 человек (2010 год).

## География
Расположен на правом берегу Свапы, вблизи впадения её притока р. Беличка.

## История
В 1712 году деревня Арбузова обрела статус села в связи с постройкой Николаевской церкви.
Село вошло в состав муниципального образования согласно Закону Курской области от 21 октября 2004 года № 48-ЗКО «О муниципальных образованиях Курской области».

## Население
| 2002 | 2010 |
| ---- | ---- |
| 53   | ↘36  |

## Инфраструктура
Личное подсобное хозяйство.

## Транспорт
Проходит с западной окраины автодорога 38 ОП РЗ 38К-003 «Дмитриев — Береза — Меньшиково — Хомутовка». Есть остановка общественного транспорта.